# Hanns Kilian
Hanns Kilian (ur. 2 maja 1905 w Garmisch, zm. 17 kwietnia 1981 w Garmisch-Partenkirchen) – niemiecki bobsleista, hotelarz i działacz sportowy.

## Życiorys
W 1928 wystartował na igrzyskach olimpijskich w bobslejowych piątkach. Niemiecka drużyna w składzie Hanns Kilian, Valentin Krempl, Hans Heß, Sebastian Huber, Hans Nägle, której kapitanem był Kilian zdobyła brązowy medal z czasem 3:21,9 s. W 1930 został mistrzem Niemiec w dwójkach w parze z Sebastianem Huberem. W 1931 wraz z Huberem wywalczył złoto mistrzostw świata w dwójkach, a także został mistrzem Niemiec w czwórkach. W 1932 ponownie wystąpił na igrzyskach olimpijskich, na których wziął udział w zawodach dwójek i czwórek. W czwórkach niemiecka drużyna w składzie Hanns Kilian, Max Ludwig, Hans Mehlhorn, Sebastian Huber, której Kilian był kapitanem zdobyła brązowy medal z czasem 8:00,04 s, natomiast w dwójkach Kilian i Huber zajęli 5. miejsce z czasem 8:35,36 s. W 1934 wywalczył złoto mistrzostw świata w czwórkach. Rok później powtórzył to osiągnięcie. W 1936 po raz ostatni wystąpił na igrzyskach olimpijskich, biorąc udział w zawodach dwójek i czwórek. Niemiecka dwójka z Kilianem w składzie zajęła 5. miejsce z czasem 5:42,01 s, natomiast niemiecka czwórka z Kilianem w składzie uplasowała się na 7. pozycji z czasem 5:29,07 s. W 1938 został wicemistrzem świata w czwórkach oraz mistrzem Niemiec w tej samej konkurencji. W 1939 wywalczył brąz mistrzostw świata w dwójkach i czwórkach oraz został mistrzem Niemiec w dwójkach i czwórkach. W 1949 został mistrzem Niemiec w czwórkach.
W 1952 (lub 1956) został wybrany prezesem Bob- und Schlittenverband für Deutschland, którym był do 1968. Był szefem niemieckiej delegacji na Zimowe Igrzyska Olimpijskie 1968.
Pracował jako hotelarz w Garmisch-Partenkirchen. Zmarł 17 kwietnia 1981 po długiej chorobie.